# Aleksandr Ksenofontov
Aleksandr Ksenofontov je ukrajinský hudební producent a textař. Je manželem vítězky Eurovision Song Contest 2004 Ruslany a hlavní zpěvák legendární ukrajinské rockové skupiny Tea Fan Club (Club of Amateurs of Tea, ukrajinsky Клуб Шанувальників Чаю, česky Klub fanoušků čaje). Společně s Ruslanou je majitelem firmy Luxen.